# Sylvie Baussier
Sylvie Baussier est une autrice française de littérature d'enfance et de jeunesse et scénariste de bande dessinée née le 9 février 1964 à Paris et vivant à Évreux.

## Biographie

### Enfance et études
Sylvie Baussier est née à Paris et y a grandi. Elle y vit jusqu'au début des années 1990. Elle est titulaire d'un diplôme d'études approfondies en littérature et multimédia[Où ?][Quand ?]. Elle exerce les métiers de bibliothécaire, puis éditrice d'encyclopédies grand public sur papier et CD-ROM et devient journaliste avant de s'établir comme autrice indépendante à la fin des années 1990,. Elle écrit des ouvrages de fiction et des documentaires ; en 2014, elle a signé plus de cent livres au cours de sa carrière. 

### Travail littéraire et éditorial
À partir de 1992, elle collabore avec la maison d'édition Syros pour une collection d'albums documentaires : « les petites histoires des hommes », où elle signe des titres illustrés comme Petite Histoire des nourritures. En 2001, pour la collection « Les Essentiels Milan junior », elle écrit Les religions d'hier et d'aujourd'hui. En 2002, elle livre Côté filles, côté garçons sur l'identité sexuelle. Elle participe à la collection pédagogique « Kididoc » des éditions Nathan pour plusieurs livres, comme Le Kididoc des combien (2012), Le Kididoc des qui?, Le Kididoc autour du monde (2015). 
En 2012, elle livre Le Sourire de la guerre (éd. Oskar), qui met en scène des adolescents sous la guerre soviéto-polonaise ; l'ouvrage est un hommage au grand-père de l'autrice, qui a vécu cette situation et qui est mort victime de la Shoah. La même année est publié Bientôt citoyen !, illustré par Bruno Heitz, une réédition de la précédente Encyclopédie du futur citoyen (2006). En 2017, elle livre Dieux, 40 dieux et héros grecs et participe à la série La Mythologie en BD des éditions Casterman. En 2018, elle écrit avec Jean des Cars Sissi, aussi libre que le vent, illustré par Odilon Thorel, une biographie de l'impératrice Élisabeth de Wittelsbach. Elle s'associe avec Pascale Perrier pour plusieurs créations : en 2011, un livre sur la catastrophe nucléaire de Tchernobyl et un autre sur celle de Fukushima ; en 2016, sur Molière, d'un monde à l'autre ; en 2019, Là-bas, tout ira bien, un roman d'anticipation qui porte sur l'émigration de familles depuis une France en crise.

## Œuvres (sélection)
- Les religions d'hier et d'aujourd'hui, Milan, coll. « Les Essentiels Milan junior », 2001  (ISBN 2-7459-0293-8)
- Côté filles, côté garçons, illustré par Bruno Heitz, Casterman, 2002  (ISBN 2-203-12037-1)
- Un grand-père à histoires[20], Syros, 2002  (ISBN 2-7485-0016-4)
- Comment survivre quand on se trouve nul[21], co-écrit avec Emmanuelle Rigon, Albin Michel Jeunesse, 2004  (ISBN 2-226-14346-7)
- Le livre de la mer[22], illustrations de Clément Devaux, Nathan, 2005  (ISBN 2-09-250446-0)
- Encyclopédie du futur citoyen[13], illustré par Bruno Heitz, Casterman, 2006 ; nouvelle édition en 2012 sous le titre Bientôt citoyen !  (ISBN 978-2-203-04850-8) (BNF 42644811)
- L'Album de mon poney[5], illustré par Martine Bourre, La Martinière Jeunesse, 2006  (ISBN 2-7324-3394-2)
- Amin sans-papiers[23], illustré par Frédérick Mansot, éd. Élan vert, coll. Poil à gratter, 2007  (ISBN 978-2-84455-099-6)
- Travailler en solo : le guide complet pour se lancer et réussir[24], avec Anouk Journo-Durey, Albin Michel, 2009  (ISBN 978-2-226-18759-8)
- Le Grand livre de la vie et de la mort[2],[25], éd. Milan jeunesse, 2010
- Tchernobyl : bienvenue en enfer, co-écrit avec Pascale Perrier, Oskar, 2011  (ISBN 978-2-3500-0662-8)
- Japon touché au cœur : Fukushima, co-écrit avec Pascale Perrier, Oskar, 2011  (ISBN 978-2-3500-0758-8)
- La Course au pôle Sud : Amundsen et Scott[26], éd. Oskar, 2011  (ISBN 978-2-3500-0674-1) ; nouvelle édition en 2020  (ISBN 979-10-214-0666-7)
- Le Sourire de la guerre. J'avais surtout peur de tirer sur ceux que j'aimais, éd. Oskar, coll. « Court Métrage », 2012  (ISBN 978-2-35000-963-6)
- La Mythologie grecque, illustrée par Gwendal Le Bec[27], éditions Gallimard, 2014  (ISBN 978-2-07-066081-0)
- Les autres, mode d'emploi[28], éd. Oskar, coll. « Court Métrage », 2014  (ISBN 979-1-02140-274-4)
- Molière, d'un monde à l'autre, co-écrit avec Pascale Perrier, éd. Oskar, 2016  (ISBN 979-10-21404-59-5)
- Dieux, 40 dieux et héros grecs, illustrations Almasty, Gallimard jeunesse, 2017  (ISBN 978-2-07-060385-5)
- Sissi, aussi libre que le vent, avec Jean des Cars, illustrations Odilon Thorel, Perrin / Gründ, 2018  (ISBN 978-2-324-02059-9)
- Là-bas, tout ira bien, co-écrit avec Pascale Perrier, éditions Scrineo  (ISBN 978-2-36740-697-8)

Collection Petites histoires des hommeséditions La Martinière / Syros jeunesse
- Petite histoire des langues[29], illustré par May Angeli, Syros jeunesse, 2002  (ISBN 2-84146-969-7)
- Petite histoire des écritures[30],[31], illustré par Daniel Maja, Syros Jeunesse, 2003  (ISBN 978-2748503708)
- Petite histoire de la guerre et de la paix, illustrations de May Angeli, 2004  (ISBN 2-7485-0219-1)
- Petite histoire des religions, illustrations de Daniel Maja, 2004  (ISBN 2-7485-0162-4)
- Petite Histoire des nourritures, illustrations de Michelle Daufresne, 2005  (ISBN 2-7485-0339-2)

Collection Kididocéditions Nathan
- Le Kididoc des combien, illustrations de Didier Balicevic, 2012  (ISBN 978-2-09-253788-6)
- Le Kididoc des qui?,  illustrations de Didier Balicevic, 2013  (ISBN 978-2-09-253981-1)
- Le Kididoc autour du monde[32], illustrations de Didier Balicevic, 2015  (ISBN 978-2-09255-564-4)

### Bande dessinée
- La Mythologie en BD[15] (scénario), Casterman
  - 8. Jason et la Toison d'or[15], dessin et couleurs d'Auriane Bui, 2017  (ISBN 978-2-203-12279-6)
  - 10 Zeus, le roi des dieux[15], dessin d'Ariane Pinel, 2018  (ISBN 978-2-203-15743-9)
  - 11. Prométhée[33], dessin et couleurs d'Ariane Pinel, 2019  (ISBN 978-2-203-16563-2)

## Prix
- 2002 : Prix Octogne, décerné par le Centre international d'études en littérature de jeunesse (CIELJ), catégorie documentaire, pour Petite histoire des langues[29] ;
- 2014 : prix du roman historique jeunesse de Blois, classes de 5e et 4e pour Le sourire de la guerre[34] ;
- 2016 : prix littéraire PEP (Pupilles enseignement public) Solidarité pour Les autres, mode d'emploi[28] ;